# Burchells fiskaal
De Burchells fiskaal (Laniarius atrococcineus) is een zangvogel uit de familie Malaconotidae (bosklauwieren). De Nederlandse naam verwijst naar de Engelse natuuronderzoeker William John Burchell die deze vogel in 1822 wetenschappelijk heeft beschreven.

## Verspreiding en leefgebied
Deze soort komt voor in zuidwestelijk Angola, Namibië, Botswana en centraal Zuid-Afrika.

## Status
De grootte van de populatie is niet gekwantificeerd maar de soort wordt omschreven als algemeen tot vrij algemeen. Op de Rode lijst van de IUCN heeft deze soort de status niet bedreigd.